# Boot camp (straff)
Boot camp är en typ av anstalt för unga förbrytare och missbrukare, som förekommer i bland annat södra USA och vistelsen varierar mellan 90 och 180 dagar, där det anses mildare än fängelse men strängare än skyddstillsyn, och tidigare även i Nya Zeeland. I Kanada är deltagande frivilligt, för att se till att Canadian Charter of Rights and Freedoms efterföljs.